# سنجاب غول‌پیکر
سنجاب‌های غول‌پیکر (نام علمی: Ratufa) نام یک سرده از تیره سنجابان است.

## گونه‌ها
- Cream-coloured giant squirrel, Ratufa affinis
- سنجاب غول‌پیکر سیاه, Ratufa bicolor
- سنجاب غول‌پیکر هندی, Ratufa indica
- Grizzled giant squirrel, Ratufa macroura